# Asota cincta
Asota cincta là một loài bướm đêm trong họ Erebidae.